# کلوئه دلوم
کلوئه دلوم (به فرانسوی: Chloé Delaume) رمان‌نویس قرن بیستم میلادی اهل فرانسه است.